# Mohamed El-Sayed
Mohamed El-Sayed (Cairo, 3 de março de 2003) é um esgrimista egípcio.

## Carreira
El-Sayed é medalhista de bronze no campeonato mundial júnior em abril de 2021, perdendo por um toque, em minuto prioritário, para o futuro vencedor do torneio Kendrick Jean-Joseph. Ele foi apenas o segundo egípcio no ranking desta competição, atrás do finalista Mohamed Yassine. Ele foi medalhista de ouro em espada individual e também em espada por equipe no Campeonato Africano de 2022 em Casablanca.
Nos Jogos Olímpicos de Verão de 2024, em Paris, conquistou a medalha de bronze na prova por espada individual após confronto contra o húngaro Tibor Andrásfi.